# 思特威
思特威（上海）电子科技股份有限公司（股票简称：思特威-W，股票代码：688213）是一家专注于高性能CMOS图像传感器（CIS）芯片研发、设计和销售的A股上市公司，2017年4月成立于中国上海。公司于2022年5月20日在上海证券交易所科创板上市，发行价格为31.51元/股，首次公开发行4001万股，募集资金主要用于芯片研发及产能扩建项目‌。

## 业务与技术
公司产品覆盖智能手机、安防监控、汽车电子及物联网领域，核心技术包括低照度成像SmartClarity®、高动态范围PixGain HDR®等‌,全流程国产5000万像素手机CIS芯片。

## 市场地位
2024年，思特威在全球安防监控CMOS图像传感器（CIS）领域的市场份额超过45%，并获“十大中国IC设计公司”“年度最佳传感器”奖项‌。

## 财报信息
2024年度公司实现营业收入59.69亿元，同比增长108.91%；归母净利润3.91亿元，同比增长2651.81%；扣非净利润3.89亿元，同比增长63898.96%；基本每股收益0.98元，加权平均净资产收益率为9.86%。截至2025年2月25日收盘价计算，思特威目前市盈率（TTM）约为99.95倍，市净率（LF）约9.59倍，市销率（TTM）约7.39倍。